# Leppäsaari (ö i Södra Savolax, Nyslott, lat 62,58, long 28,53)
Leppäsaari är en ö i Finland.   Den ligger i kommunen Heinävesi i den ekonomiska regionen  Nyslotts ekonomiska region  och landskapet Södra Savolax, i den sydöstra delen av landet, 300 km nordost om huvudstaden Helsingfors.